# Üiğaraq
Üiğaraq (Kazachs: Үйғарақ, Russisch: Уйгарак, Oejgarak, ook geschreven als Ujgarak of Uygarak) is een heuvelnecropolis van de vroege Saken in het huidige Kazachstan. Het ligt aan de rand van de Syr Darja-delta, vlak bij de Kyzylkum-woestijn. De site ligt nabij de Tügısken-necropolis, en werd in 1959 ontdekt door luchtfotografie, waarna Sergej Tolstov een grafheuvel onderzocht. Tussen 1961 en 1965 werden 70 van de 80 grafheuvels opgegraven door Olga Visjnevskaja en later gedetailleerd gepubliceerd. De graven dateren uit de 7e tot 5e eeuw v.Chr. en zijn verspreid over een afstand van ongeveer 2 km in oost-west richting. Ze kunnen worden onderverdeeld in drie groepen, met kleinere grafheuvels tussen de groepen. De oostelijke groep bestaat uit 30 grafheuvels, de middelste groep uit 27 en de westelijke groep uit 21 grafheuvels. De grafheuvels zijn tot 2 m hoog en hebben een diameter van 10 tot 14 m. In de architectuur van de begrafenissen onder de grafheuvels kunnen drie hoofdtypen worden onderscheiden:
1. Grote, rechthoekige grafkamers die ongeveer één tot twee meter diep in de aarde zijn gegraven. Op de hoeken van de kamers bevonden zich hoekkuilen of greppels, waardoor de overledene op een soort podium lag. De hoekkuilen kunnen wijzen op houten constructies.
2. Grafschachten met afgeronde hoeken
3. Grafkamers direct op het aardoppervlak gebouwd; Ook hier zijn er aanwijzingen dat er houten constructies rond het graf werden gebouwd.

De graven werden meestal leeggeroofd teruggevonden. Er bevonden zich slechts 30 skeletten in de 70 grafheuvels. Oorspronkelijk lagen de lichamen op rieten matten, houten matten of op een draagbaar. In een paar gevallen werd het lichaam in een houten kist gelegd. Er zijn ook bewijzen van crematies. Het lijkt erop dat de doden opgebaard of neergelegd werden voordat ze werden verbrand, waarna de grafheuvel over de begrafenis werd opgeworpen. Op enkele uitzonderingen na zijn individuele begrafenissen de regel. Mannen werden vaak begraven met wapens. Vrouwen werden begraven met graanmaalstenen, sieraden, cosmetische voorwerpen en cultusvoorwerpen. In begrafenissen van beide geslachten werden vaatwerk, glaskralen en messen aangetroffen. Het lijkt erop dat de doden begraven werden in hun kleding en met hoofdbedekkingen. Er werden geen voedseloffers gebracht. Paardentuig werd aangetroffen in begrafenissen van mannen, maar ook in rijkere begrafenissen van vrouwen. De sociale verschillen op de begraafplaats zijn niet heel groot, al zijn er wel verschillen in de rijkdom aan grafgiften te zien. Vooral de graven van de centrale groep waren wat rijker versierd. Mogelijk zijn hier leiders en gewapende ruiters begraven. In de graven werden talrijke soorten wapens aangetroffen. Hieronder vallen onder meer acinaces, een strijdhouweel, een knotskop en talrijke pijlpunten, waarvan de meeste van brons. Messen waren gemaakt van brons of ijzer. Bijlen waren van brons. In diverse graven werd paardentuig aangetroffen, inclusief bitten, knevels, maar ook ringen, platen, hangers en riemkruisingen. De sieraden die vooral bij vrouwen te vinden zijn, bestaan uit armbanden, oorbellen en kettingen.